# Johann-Joseph Krug
Pour les articles homonymes, voir Krug.
Johann-Joseph Krug (parfois orthographié Jean-Joseph Krug), né le 27 octobre 1800 à Mayence (ville française depuis le Traité de Campo-Formio de 1797) et mort le 5 août 1866 à Allevard (Isère), est un homme d'affaires et vigneron, fondateur en 1843 de la maison de champagne Krug à Reims.

## Biographie
Johann-Joseph est le fils de Johann Peter Krug et Anna Maria Koch.
Lorsque Johann-Joseph Krug est né, Mayence était sous le joug français (voir Histoire de Mayence). C'est ainsi qu'il apprit dès son plus jeune âge l'art de vivre français. Il emménage en France à Paris vers 1830, puis entre en 1834 au service de la maison de champagne Jacquesson & fils à Châlons-sur-Marne. Très rapidement, il y devint directeur faisant fonction. Après avoir été pendant sept ans directeur pour Adolphe Jacquesson, il épousa en février 1841 l'anglaise Anne Emma Jaunay (belle-soeur d'Adolphe Jacquesson). De cette union, ils eurent un fils, (Paul °1842, † 1910), qui fut de 1898 à sa mort président du syndicat du commerce des vins de Champagne.
En 1843, Johann-Joseph Krug migra vers Reims et commença à produire du champagne à son compte avec son partenaire Hippolyte de Vives. 1843 est l'année officielle de la fondation de la Maison Krug & Cie. Au début, ils firent commerce de champagne et autres vins de la région champenoise. C'est seulement deux ans plus tard qu'ils débutèrent avec la production de leurs propres vins mousseux qui fut transférée dans des caves louées de la rue Saint-Hilaire. Krug avait un doigté particulier dans l'assemblage des vins de base. 
Johann-Joseph Krug décède en 1866. Il est inhumé dans le canton 25 du cimetière du Nord de Reims.

## Succession

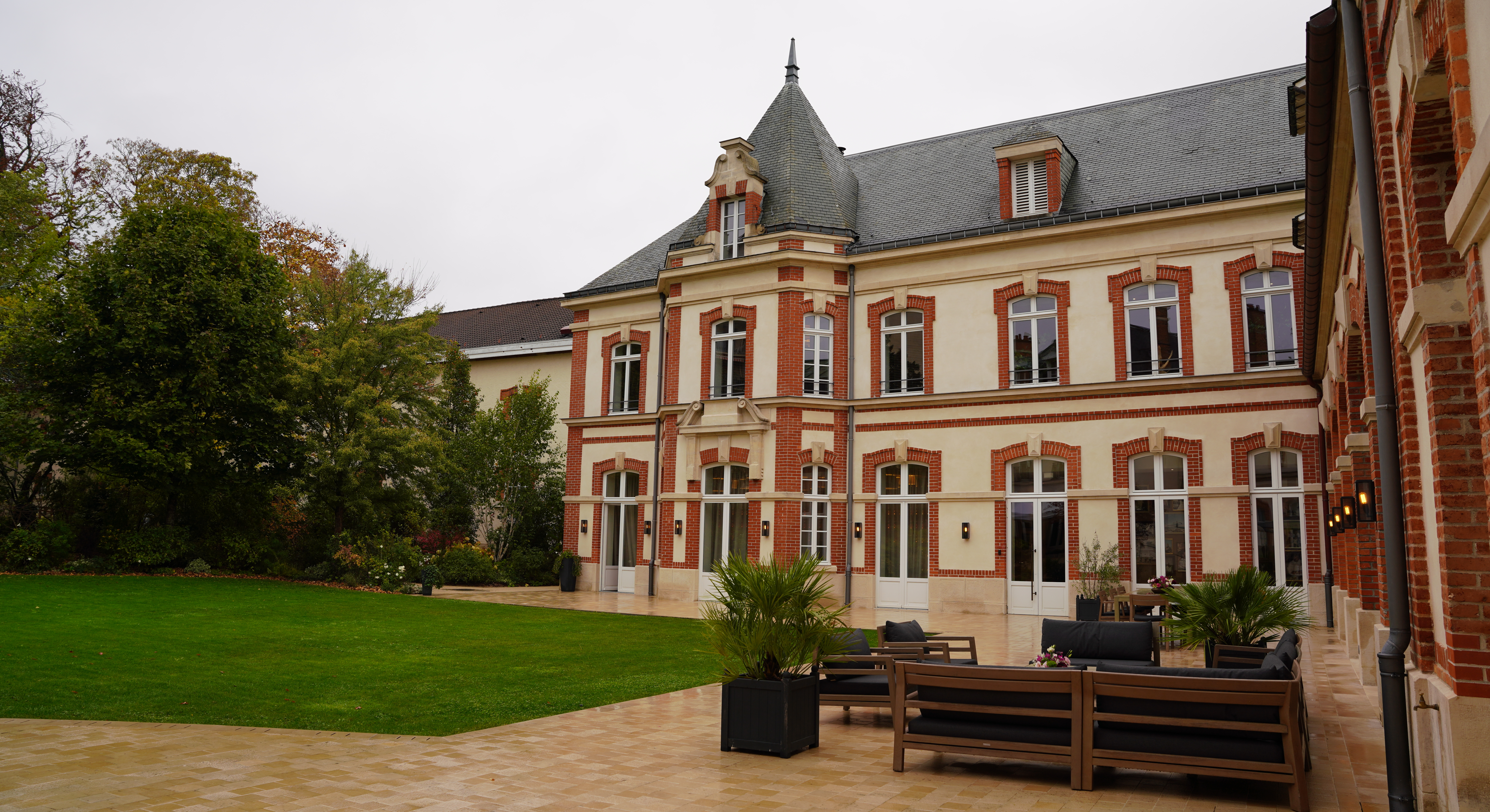
Les bâtiments Krug.

Après un court intérim par sa mère, Paul, leur fils unique, prit la tête de la société. C'est au cours de sa direction que les bâtiments de la rue Coquebert furent construits en 1874. Aujourd'hui encore, le siège de la Maison Krug s'y trouve. Sous la direction de Paul, la société se développa pour devenir une référence de qualité parmi les maisons de champagne. 
Son petit-fils, Joseph Krug (1869-1967), est à l'origine de la cité-jardin du Chemin Vert qui a été érigée à la suite de la Première Guerre mondiale à Reims par le Foyer Rémois. Cette institution a été créée par plusieurs industriels (dont Georges Charbonneaux qui appartenait à la tradition du catholicisme social et qui entretenait des relations suivies avec la haute société protestante locale). Son épouse, Jeanne Hollier-Larousse (1880-1954), présidente de l’association « Les Amis de l’Hôpital Américain », assura le lien entre les généreux donateurs d’outre-atlantique et les médecins de l’hôpital Américain (1919).
En 2010, les descendants de la famille Krug retrouvent un petit carnet rédigé par Johann-Joseph Krug et détaillant comment élaborer chaque année un champagne d’exception indépendamment des aléas climatiques. En 2024, le nouveau site de vinification de Krug à Ambonnay est baptisé Joseph en hommage au fondateur de la maison.